# Maki Ōtsuki
Maki Otsuki (大槻 真希 Ōtsuki Maki?, nacida 11 de mayo de 1973 en Sabae, Prefectura de Fukui, Japón) es una cantante y música japonesa. Es conocida por interpretar los primeros dos endings de One Piece y es la actual vocalista del grupo J-Pop CASSIS

## Discografía

### Singles
- memories/Yoake Mae (1 de diciembre de 1999) (primer ending de One Piece)
- Believe/Machibuse (19 de febrero de 2000)
- RUN! RUN! RUN!/Summertime Love Letter (9 de agosto de 2000) (segundo ending de One Piece)
- Dōshitai!!!/Futari no Snow Train (Blizzard version) (6 de diciembre de 2000)
- Miracle/Freshman's Blues (23 de mayo de 2001)
- Taiyō Yeah!!!/Natsu no Owari no Uchiage Hanabi (1 de agosto de 2001)

### Álbumes
- Stories (23 de marzo de 2000)
- ROCK'N ROLL LOVE LETTER (6 de diciembre de 2000)
- LIVELY, DEADLY～Singles＋One～ (20 de marzo de 2002)